# Общественная ценность
Общественная ценность (англ. Public Value) — обобщенное мнение общественности о том, что они считают ценным.
Концепт общественной ценности призван дать ответ на вопрос, что ценного и полезного создаёт организация для общества. При этом решающим фактором является новое понимание концепта создания «ценности», которая возникает только через оценку и принятие этой ценности обществом. Таким образом подчёркиваются функции поддержания стабильности в обществе и социальных изменений.
Термин был впервые сформулирован Марком Муром, учёным из Школы управления им. Джона Ф. Кеннеди (факультет Гарвардского университета), как аналог термина «акционерной стоимости» (от англ. Shareholder Value) в частном секторе экономики для государственного сектора.
Идея общественной ценности охватывает фокус государственного управления на создании ценности и фундаментальную критику концепта нового государственного управления (от англ. New Public Management, NPM) с фокусом на критериях эффективности, пришедших из частного сектора. Концепт общественной ценности призван помочь менеджменту организации понять, как внести вклад в общественное благосостояние через предпринимательскую деятельность.
В настоящее время термин «общественная ценность» используется не только в государственном секторе экономики, но и также находит применение для всех видов организаций, включая общественные и коммерческие. Так Тимо Мейнхардт (Timo Meynhardt), немецкий ученый, исследующий концепт общественной ценности и занятый в университете Санкт-Галлена и Лейпцигской школе менеджмента (HHL Leipzig Graduate School of Management Архивная копия от 5 марта 2017 на Wayback Machine), использует этот термин, чтобы в целом поднять вопрос о вкладе организаций в общественное благосостояние. Он считает, что текущие концепты, такие как акционерная ценность, ценность заинтересованных сторон (от англ. Stakeholder value), потребительская ценность (от англ. Customer value), устойчивость окружающей среды (от англ. Sustainability), корпоративная социальная ответственность (от англ. Corporate social responsibility) должны легитимизировать себя с точки зрения воздействия на общественное благосостояние. В его (социально-)психологически обоснованной концепции общественная ценность возникает для человека из опыта, полученного в социальных структурах и взаимоотношениях, и является предпосылкой и ресурсом для успешной жизни.

## Определения

### Общественная ценность
Общественная ценность, та ценность, которая обеспечивает нормативный консенсус относительно 1) прав, выгод и привилегий, на которые граждане имеют (или не имеют) право; 2) обязательств граждан перед обществом, государством и друг другом; и 3) принципов, на которых правительства и политические программы должны быть основаны.
Общественная ценность — это ценность для общественности. Ценность для общественности — это результат оценок того, как оказано влияние на базовые потребности отдельно взятых людей, групп и общества в целом во взаимодействиях, включающих общественность. Общественная ценность таким образом также ценность от общественности, созданная через опыт, полученный общественностью. Общественность является незаменимой эксплуатационной концепцией общества: любой результат воздействия на совместный опыт относительно качества взаимоотношений между индивидуумом и обществом создаёт или разрушает общественную ценность. Создание общественной ценности находится во взаимоотношениях между индивидуумом и обществом, закреплено в индивидуумах, образовано в субъективных оценках на основе базовых потребностей, активируется и реализуется в эмоционально-мотивационных состояниях, создаётся и воспроизводится в опыте высокой интенсивности.
Мейнхардт, 2009
Определение, которое остаётся, приравнивает менеджерский успех в частном секторе экономики с созданием и трансформацией предприятий государственного сектора, результатом чего является увеличение их ценности для общественности в краткосрочной и долгосрочной перспективе. 
Мур, 1995
Общественная ценность (или капитал общественной ценности) — это совместный, объединённый взгляд общественности на то, что общественность считает ценным.
Талбот, 2006

### Создание общественной ценности
Общественная ценность создается или разрушается только тогда, когда происходит влияние на индивидуальные переживания и поведение отдельных людей и групп таким образом, что это оказывает стабилизирующее или дестабилизирующее воздействие на оценку сплочённости общества, коллективные переживания и самоопределение индивидуумов в общественном окружении. Таким образом общественная ценность возникает таким образом в итоге оценочных процессов, которые имеют коллективный и в этом смысле социальный характер и не ограничиваются только индивидуумом.
Мейнхардт, 2008

## Общественная ценность в менеджменте
Концепт общественной ценности в настоящее время не ограничивается только исследованиями о менеджменте. Так общественная ценность становится всё более важным концептом с точки зрения менеджмента различных организаций, включая частный бизнес. Это также основано на том соображении, что организации всегда, даже если они это не осознают, создают или разрушают общественную ценность. Потеря доверия к экономике подчеркивает значимость таких соображений для бизнеса. Измерения общественной ценности помогают в подготовке принятия стратегических решений и сохранении принятия обществом организации и её права на существование.
Исследователь концепта общественной ценности Тимо Мейнхардт выводит четыре измерения общественной ценности на результатов психологических исследований основных потребностей человека:
- инструментально-утилитарный (базовая потребность в ориентации и контроле над окружающей средой)
- морально-этический (базовая потребность в сохранении собственной ценности и самовозвышении)
- политико-социальный (базовая потребность в позитивных социальных отношениях)
- гедонистически-эстетический (базовая потребность в избегании страданий и получении удовольствия).[7]

По этим четырём величинам с помощью опросов может быть измерена общественная ценность. Результаты могут быть перенесены на оценочную карточку и использованы для принятия решений менеджментом организации. Таким образом бизнес, государственные институты и некоммерческие организации могут лучше понимать влияние их основной деятельности на качество общественной жизни и принимать соответствующие решения. Здесь также играет большую роль вопрос властных полномочий, так как руководители через осознание их общественной роли понимают властные полномочия более целостно и могут их применять с точки зрения сложившейся общественной силы.
Ориентация на общественную ценность играет важную роль также в некоммерческих организациях. Стратегическое управление в некоммерческом секторе выделяется через определение производимой такими организациями ценности. Так как некоммерческие организации выполняют общественную работу, исключительно денежное понимание ценности здесь не подходит. Таким образом ориентация на создание общественной ценности предлагает важную стратегическую ориентацию для некоммерческих организаций.
В Швейцарии на основе концепта общественной ценности была создана международная платформа «Атлас общего благосостояния» (GemeinwohlAtlas), где были сделаны доступными к пониманию вклады крупных предприятий и организаций в общее благосостояние — или другими словами общественная ценность. В мае 2014 и сентябре 2015 были опубликованы данные для Швейцарии. Подобный атлас был создан впервые в 2015 году для Германии (публикация в октябре 2015).

## Примеры использования концепции «общественная ценность» на практике
- На практике концепт общественной ценности особенно часто используется общественными телерадиокомпаниями. Они находят себя в ситуации, когда вынуждены легитимизировать своё финансирование в глазах общественности и показывать свой вклад в общественное благосостояние. Британская вещательная корпорация (BBC) является пионером в этой области и оценивает все новые передачи с точки зрения общественной ценности.[15] В Германии ARD и ZDF[16] и ORF в Австрии[17][18][19] применяют похожие методы оценки общественной ценности дл яновых программ.
- Немецкое общество бальнеологии (die Deutsche Gesellschaft für das Badewesen e. V) вручает каждые два года награду за общественную ценность для общественных бассейнов. Таким образом поощряются общественные бассейны, которые создают наибольшую ценность.[20] Таким образом подчёркивается тот факт, что общественные бассейны не являются предприятиями, ориентирующимися исключительно на экономические результаты, но и создают ценность для общества в нескольких измерениях. Обзор основан на варианте оценочной карточки (Public Value Scorecard).[21]
- Немецкое федеральное агентство по трудоустройству использует концепт общественной ценности, чтобы понять свой вклад в общество, который выходит далеко за рамки простого выполнения своих задач, и сделать выводы, которые менеджмент может использовать в процессе принятия управленческих решений. Одно эмпирическое исследование показало, что эта организация вносит особенно большой вклад в социальную стабильность.[22] Эти ценностные вклады не охватываются традиционными системами контроля. С точки зрения социально ориентированной организации для управляющего персонала федерального агентства особенно важны такие основные компетенции как личная инициатива и инновационная устремлённость.[23]
- ФК «Бавария» Мюнхен использует концепцию общественной ценности для более структурированного понимания с точки зрения роли клуба в обществе тех вызовов, которые связаны с становлением клуба, как международного бренда в области развлечений. Для футбольного клуба, который привлекает много внимания и является важным эталоном для идентичности многих людей примером, такие вопросы особенно важны. Различные измерения общественной ценности, такие как «Харизма бренда» и «Мы — это мы» (от выражения Mia san mia на баварском диалекте немецкого языка)частично конфликтуют с друг другом. Структурированное понимание общественной ценности может быть использовано менеджментом для принятия стратегических решений.[24]
- DAX-концерн Fresenius Medical Care использует оценочные карточки общественной ценности как дополнение к сбалансированной системе показателей (от англ. Balanced Scorecard). Через включение в свою оценку внешней точки зрения, организация хочет получить лучшее понимание общественной пользы от медицинских услуг, которые предоставляются частными компаниями. В экспериментальном проекте была определена общественная ценность клиник диализа в Великобритании. Компания хочет использовать полученные данные для лучшего позиционирования относительно заинтересованных сторон.[25]
- Немецкие школы, находящиеся за рубежом, видят концепте общественной ценности возможность осмыслить свою ценность более целостно и с точки зрения разных ценностных изменений. Вклад в общее благосостояние стоит в центре для этих организаций.[26] В июне 2014 года на всемирном конгрессе немецких школ за рубежом было представлено исследование об общественной ценности немецких школ за рубежом. В исследовании принимали участие политики, чиновники, представители профсоюзов, бизнеса и других организаций из Германии. Международный онлайн-опрос поможет членам правления, директорам школ и остальному руководящему персонала оценить эффективность немецких школ за рубежом. Были также разработаны такие измерения общественной ценности как «надёжная общественная польза» и «немецкие образовательные идеалы».[27]

## Разграничение с другими понятиями
- Общие ценности (от англ Shared Value): концепция общих ценностей, разработанная Майклом Портером (Michael Porter) и Марком Крамером (Mark Kramer), основывается на идее, что бизнес в многих сферах может реализовывать возможности, что одновременно будет приносить пользу общество. В отличие от концепции общественной ценности, данная концепция сосредоточена исключительно на создании финансовой прибыли и ситуациях, выигрышных для всех сторон и не включает ситуации, в которых требуется приходить к компромиссам
- Корпоративная социальная ответственность (от англ. Corporate Social Responsibility): Корпоративная социальная ответственность сосредоточена главным образом на возможных негативных последствиях предпринимательской деятельности и выводит различные обязательства бизнеса на основе морально-этической логики. Концепция общественной ценности включает в себя больше ценностных измерений и не ограничивает ответственность бизнеса возможными негативными последствиями. Так как общественная ценность может быть поставлена под угрозу или разрушена, но прежде всего она может быть создана. Общественное значение подход представляет собой релятивизм ценностей, а также отвергает примат этики. Концепция общественной ценности поддерживает ценностный релятивизм и таким образом отвергает главенствующую роль этики
- Устойчивость окружающей среды (от англ. Sustainability): Концепция устойчивости окружающей среды в контексте бизнеса подчёркивает долгосрочные последствия действий бизнеса, зачастую фокусируясь на экологических факторах. В связи с общественной ценностью возникают интересные вопросы: создаёт ли устойчивость окружающей среды общественную ценность? Или: насколько устойчива созданная общественная ценность?
- Экономика общего благосостояния (от нем. Gemeinwohlökonomie): Экономика общего благосостояния предлагает усилить фокус экономической деятельности на общем благосостоянии и предлагает с балансом общего благосостояния соответствующий инструмент для измерения такой деятельности. Тем не менее, в этих измерениях определённый вклад в общее благосостояние априори получает лучшую оценку чем другие и отельные измерения вообще не включены в баланс общего благосостояния.
- Общественные интересы: как неопределённая правовая концепция касается взаимоотношений между общим благосостоянием и частными интересами, где перевешивают общественные интересы. Общественная ценность может рассматриваться как реализованный общественный интерес. Не всё, что в общественных интересах создаёт или разрушает общественную ценность.
- Общественное благо: определяется отсутствием эксклюзивности и соперничества по отношению к определённому благу. То, в какой мере защита климата или плотина, определённая как общественное благо, принимается и ценится обществом (общественная ценность), является эмпирическим вопросом и может меняться.